# General Francisco R. Murguía
General Francisco R. Murguía é um município do estado de Zacatecas, no México.